# 一加手機3T
一加手機3T（OnePlus 3T，常縮略為OP3T）是中國大陸廠商一加推出的智慧型手機，於2016年11月22日發售，是一加手機3的小幅升級版。

## 發售
一加科技於2016年10月公佈了一加手機3的升級版一加手機3T，並於2016年11月15日舉行其Facebook線上實況發佈會，11月22日在除中國大陸地區以外的全球範圍內正式發售，售價439美元，比一加3的399美元高出40美元。而中國大陸地區則單獨於11月29日在北京舉行新品發布會。一加手機3T發表後，一加手機3隨之停止生產銷售，不過仍然享有與一加手機3T相同的系統軟體升級服務。
一加科技於2017年1月6日在中國大陸推出了一加手機3T星辰黑（Midnight Black）限量版，配備6GB RAM+128GB存儲空間。
2017年3月21日一加科技與法國時尚品牌零售商Colette合作推出了Colette 20週年紀念版一加3T，限量250支並於Colette巴黎門店發售。與普通版一加3T的主要差別是全黑色機身，並且在後蓋印有Colette 20週年紀念標誌。3月28日推出了在中國大陸以外發售的星辰黑（Midnight Black）版本，相較於Colette 20週年紀念版少了後蓋的紀念標誌，兩者都是相同的6GB記憶體+128GB存儲空間配置。。
2017年5月Oneplus官方網站不再銷售OnePlus 3T，為OnePlus 5的發售讓路。

## 技術規格

### 硬體
一加手機3T配備了驍龍821（驍龍820的小幅升級版）系統單晶片、3,400mAh電量的鋰聚合物電池以及1,600萬畫素前置攝像頭（Samsung 3P8SP，1.0µm，f/2.0，僅有電子防震），並新增128GB內建存儲空間的選項（標準配備為64GB），支援的LTE波段也根據發售地網路作出了修改。外觀方面新增了128GB存儲型號獨有的黑-枪灰組合取代此前的黑-冰川灰組合，也有白-薄荷金的選擇但此外觀下僅64GB存儲空間的型號可選，後期還有全黑色機身的限量版機型（即星辰黑和Colette 20週年紀念版）。不過除了這些以外，其餘的硬體規格、DASH快速充電、機身的重量尺寸開孔等均與一加手機3一致。由於外觀尺寸是一樣的，因此兩者的配件、護套等均可互用。在售後維修方面，根據iFixit的維修記錄，更是除了手機主機板以外，其餘的零組件（如熒幕）均可互用（包括3T更大容量的電池）。
相較於一加3，一加3T修改了部分發售地的LTE波段支援，以下是一加3T不同發售地版本支援的波段：
| 型號  | 裝置認證ID              | 電信商/地區            | GSM 波段              | CDMA 波段 | UMTS 波段 (3G) | TD-SCDMA 波段 (3G) | LTE 波段                             |
| ----- | ----------------------- | ---------------------- | --------------------- | --------- | -------------- | ------------------ | ------------------------------------ |
| A3010 | TENAA id:02-B182-163788 | 中國大陸               | 850/900/1800/1900 MHz | BC0       | 1, 2, 5, 8     | 34, 39             | FDD 1, 3, 5, 7, 8 TDD 38, 39, 40, 41 |
| A3000 | FCC id: 2ABZ2-A3000     | 北美（美國、加拿大等） | 850/900/1800/1900 MHz | BC0       | 1, 2, 4, 5, 8  | 不適用             | FDD 1, 2, 4, 5, 7, 8, 12, 17, 30     |
| A3003 | 不適用                  | EMEA                   | 850/900/1800/1900 MHz | 不適用    | 1, 2, 5, 8     | 不適用             | FDD 1, 3, 5, 7, 8, 20 TDD 38, 40     |

資料來源：

### 軟體
與一加3一樣，針對中國大陸市場的裝置，早期預載高度客制化的氫OS並且無預裝Google服務框架。而中國大陸以外發售的裝置，預載的是原生Android風格的氧OS（OxygenOS）並附有全套Google服務，兩者仍然均基於Android 6。與一加3一樣，不同地區版本的裝置，使用者可以選擇自行前往一加的官方網站下載安裝使用何種韌體。
後來氫OS 2.5與OxygenOS 3.5合併，氫OS全面改用與Oxygen OS相同的Android使用者界面設計，氫OS也預裝了最基本的Google服務框架以應對衆多應用程式的依賴（但仍缺少Play商店、Gmail、Google日曆等服務，仍以自製服務取代）。一加3及一加3T的系統軟體在日後除版本號以外保持同步更新，包括官方的系統軟體公開測試更新頻道。自一加3/3T起（包括一加3/3T）推出所有的裝置均會提供三年的官方軟體更新服務，包括兩年的功能及安全性更新（包括Android大版本更新）和一年的安全性維護服務。
最初廠方承諾為一加3和一加3T升級至Android 8.1。2017年9月8日，一加3/3T的Android 8內部測試結束，推出公開測試，2017年9月19日，推出適用於一加3/3T的Android 8 OTA系統軟體更新。
不過，在2018年6月30日，一加悄然再次更新了一加3/3T的軟體更新策略，將最終推播Android P（即後來的Android 9）的更新並停止了一加3/3T的軟體公開測試更新頻道。第一個適用於一加3/3T的基於Android 9的穩定版系統更新於2019年5月推出，是爲氫OS/OxygenOS 9.0.2。而後發佈了數個安全更新和重要錯誤更新後，目前最新版的軟體版本氫OS/OxygenOS 9.0.6。

## 外部連結
- 一加手机3T （页面存档备份，存于）（简体中文）
- OnePlus 3T （页面存档备份，存于）（英文）

| 前任： 一加手機3 | 一加手機3T 2016 | 繼任： 一加手機5 |